# Eclipse Gemini
Az Eclipse Gemini (magyarul ikrek) projekt az OSGi nagyvállalati keretrendszer specifikáció egy megvalósítása, melyet a Eclipse Foundation szervez. A Java EE specifikáció moduláris megvalósítását nyújtja. A Gemini projekt külön álló alprojektek gyűjteménye, mindegyik önálló projekt és különböző funkcióhalmazt valósít meg. 

## Fordítás
Ez a szócikk részben vagy egészben  az   Eclipse Gemini című angol Wikipédia-szócikk ezen változatának fordításán alapul.  Az eredeti cikk szerkesztőit annak laptörténete sorolja fel. Ez a jelzés csupán a megfogalmazás eredetét és a szerzői jogokat jelzi, nem szolgál a cikkben szereplő információk forrásmegjelöléseként.